# Gothic Metal
Als Gothic Metal (ˈɡɒθɪk ˈmɛtl) wird ein zu Beginn der 1990er aus dem Death Doom entstandenes Subgenre des Doom Metals bezeichnet. Als wegweisend gilt der Crossover von Death Doom und Elementen des Dark Wave, insbesondere der Neoklassik und des Gothic Rock.
Der Stil wurde insbesondere durch die Gruppe Paradise Lost geprägt. Ihr Album Gothic wird als musikalisches Ursprungswerk des Stils bezeichnet. Neben Paradise Lost wird den Gruppen Anathema, My Dying Bride und Tiamat eine besondere Bedeutung für die Verbreitung, Entwicklung und Rezeption als Genre zugesprochen. In Folge des Erfolgs der als Peaceville Three bekannten Gruppen Paradise Lost, Anathema und My Dying Bride, einhergehend mit jenem vom Tiamat erfuhr die Musik ähnlich agierender Künstler erhöhte Aufmerksamkeit und wurde zunehmend als zusammenhängendes Genre rezipiert.
Das Genre erfuhr mit dem kommerziellen Erfolg von unter anderem Theatre of Tragedy internationale Verbreitung und fand im Verlauf der 1990er Jahre einen kommerziellen und kreativen Höhepunkt. Hierbei wurde die unter dem Begriff zusammengefasste Musik vielfältiger sowie variierend weiterentwickelt und ausdifferenziert. Viele neue und teils aktive Interpreten wurden nachkommend populärer und Musikgruppen anderer Substilrichtungen des Metals sowie der Musik der Schwarzen Szene nahmen vermehrt Elemente des Genres auf. Im Zuge der erhöhten Aufmerksamkeit wurde der Begriff, neben der Nutzung für das Genre, zu einem Synonym für die kulturelle und musikalische Verbindung der Metal-Szene und der Schwarzen Szene, beziehungsweise der Musik der schwarzen Szene und des Metal. Auch Interpreten, die kaum musikalische Überschneidungen mit dem ursprünglichen Stil aufwiesen, darunter The Gathering, Christian Death oder Type O Negative, wurden unter der Bezeichnung geführt.

## Geschichte

### Vordenker
1987 kombinierte die Schweizer Band Celtic Frost auf dem Album Into the Pandemonium Metal mit klassischen Elementen und Tom Warriors Leadvocals, die an den Gesang von Rozz Williams (Christian Death) erinnern. Die Band bediente sich zudem zweier Gastsängerinnen, darunter Manü Moan von der Schweizer Dark-Wave-Band The Vyllies. Danzig, das düstere Rock-Debüt des Ex-Misfits-Sängers Glenn Danzig, das Album Nosferatu der Gruppe Helstar, A Conflict of Hatred von Warfare sowie das Album Sex & Drugs & Jesus Christ von Christian Death wiesen bereits 1988 den Weg, den später Bands unter dem Sammelbegriff Gothic Metal beschreiten sollten. Etwa gleichzeitig und ähnlich einflussreich zeichnet sich die Arbeit der Gothic-Rock-Formation Fields of the Nephilim, die von Bands wie Moonspell oder Tiamat als Einfluss genannt wird.

### Ursprung
Im Besonderen zeichnete sich der englische Doom- und Death-Metal-Underground der frühen 1990er als Ursprung der Musikrichtung. Den Startschuss gaben Paradise Lost, die bereits 1991 damit begannen, auf dem für den Stil namensgebendem Album Gothic ihre schwere und fallweise als „Slow-Death“ bezeichnete Musik, die damals in Ermangelung eines allgemein gültigen Genrenamens noch Doom- bzw. Death Metal genannt wurde, nicht nur mit Keyboards zu untermalen, sondern auch mit klaren, weiblichen Gesangspassagen zu vereinen. Wesentliche Einflüsse bildeten dabei Gruppen wie The Sisters of Mercy und Dead Can Dance, aber auch Celtic Frost.

„We heard Celtic Frost’s Into Pandemonium [sic!] and Morbid Tales, and they were using orchestrations on metal music, and we thought that was cool to take it in another direction.“

„Wir hörten Celtic Frosts Into Pandemonium [sic!] und Morbid Tales, die nutzten eine Orchestrierung im Metal und wir dachten es wäre cool diese Idee in eine andere Richtung zu bringen.“

Noch im selben Jahr brachten Tiamat mit The Astral Sleep und My Dying Bride mit Symphonaire Infernus et Spera Empyrium weitere grundlegende Bestandteile in die Musik ein. So zeichnete sich die schwermütige Stimmung der Musik sowie die Dichte der Arrangements für spätere Bands als wegweisend. Hinzu flossen, besonders durch die von My Dying Bride genutzte Geige, für den Death- und Doom Metal untypische Instrumente in die Musik ein.

### Bildung und Ausgestaltung des eigenen Genres

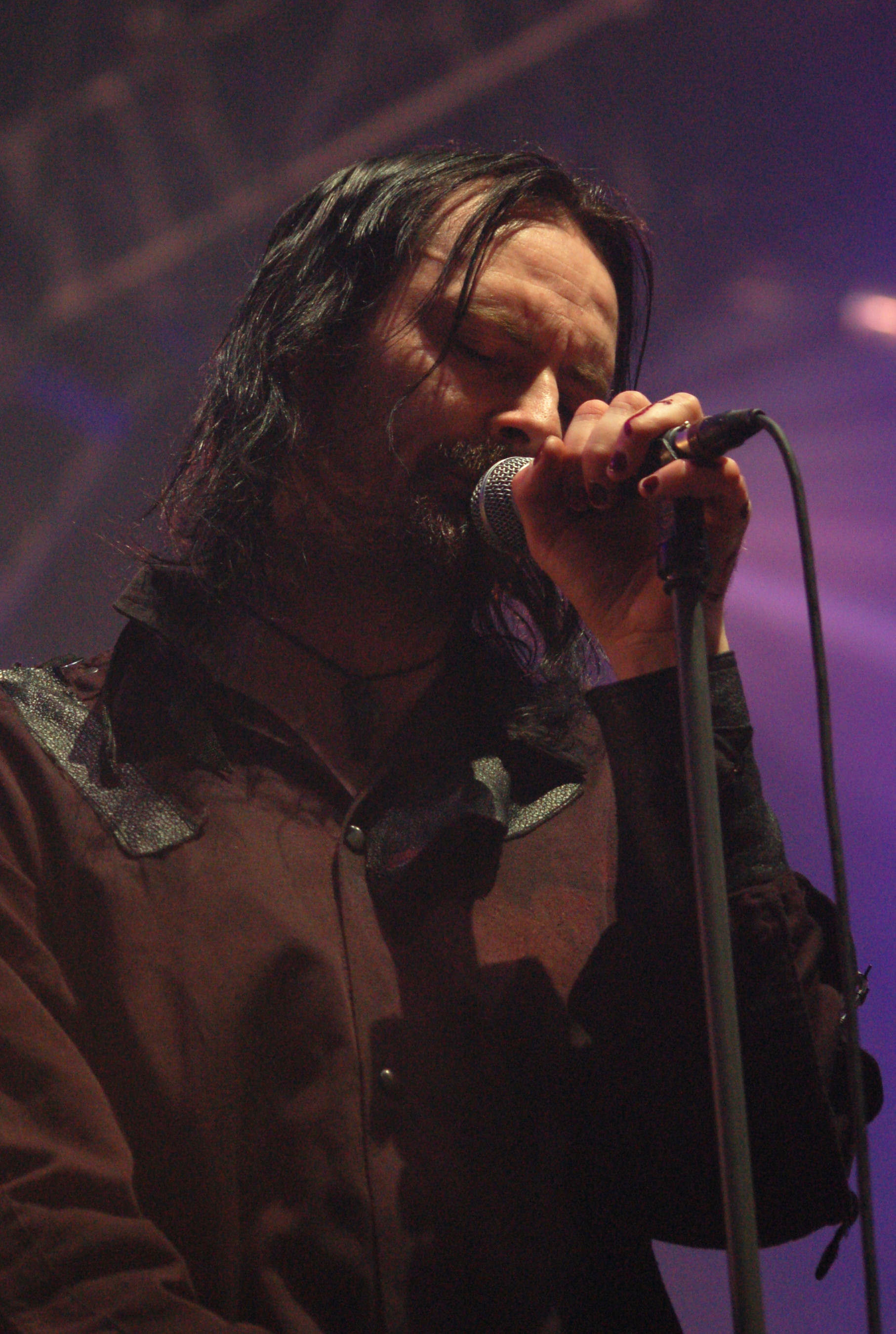
Mitbegründer des Gothic Metals: My Dying Brides Sänger Aaron Stainthorpe

Ab diesem Zeitpunkt experimentierten diverse Bands mit den neu entdeckten Möglichkeiten oder wechselten ganz in den neuen Musikstil über. Von 1993 an bis etwa 1997 erschien eine Fülle von Alben und neuen Bands. Besonders kamen diese aus dem skandinavischen Raum, aber es handelte sich auch um Künstler wie Anathema aus England oder die Formation Celestial Season aus den Niederlanden, die 1993 mit Forever Scarlet Passion die Brücke zwischen Paradise Lost und My Dying Bride schlug und die für ihre Single Flowerskin ganze Liedpassagen von Dead Can Dance sampelte. Unterdessen arbeiteten Tiamat 1994 das von Pink Floyd inspirierte Konzeptalbum Wildhoney aus.

### Kommerzieller Niedergang und Nachklang
Nach einer kurzen Phase der Popularität des Stils, welche die gegenseitige Beeinflussung von Schwarzer Szene und Metal begünstigte ebbte das Interesse am Gothic Metal ab und massenkompatiblere Hybride Metal-Stile nahmen den Platz des Genres ein und wurden häufig unter Verwendung der Bezeichnung als Gothic Metal im Sinn eines Sammelbegriffs vermarktet und besprochen. Der originäre Gothic Metal hielt sich indes beständig im Untergrund. Gruppen wie Paramaecium, Scheitan, Officium Triste, Substance for God oder Furbowl konnten schon früh nach der Hochphase des Genres kaum die Aufmerksamkeit früherer Interpreten erlangen. Mit Bands wie Fatum Elisum, Angellore, Asphodelus, Et Moriemur, The Fall of Every Season, Shattered Hope, Victims of Creation, Fallen, Decemberance, In Somnis, The Maledict oder Murkrat wurde das Genre trotz geringer Beachtung, in seinen unterschiedlichen Stilfacetten fortgeführt. Zum Teil kehrten die ursprünglichen Initiatoren und frühen Vertreter des Genres, wie Paradise Lost, My Dying Bride und Tiamat zum Gothic Metal zurück. Mitunter wurden neue Interpreten gleicher Spielweise mit neuen, übergeordneten oder angrenzenden Termini wie Gothic Doom, Death Doom, Doom Metal oder Melodic Death Doom versehen. Zugleich ließen sich stilistische Überschneidungen mit und Einflüsse auf weitere Subgenre des Metal, wie Depressive Black Metal und Funeral Doom, ausmachen.

## Musikalische Einordnung
Der zu Beginn der 1990er Jahre entstandene Stil vermengt den als Death Doom bekannten und im Tempo reduzierten Death Metal mit Stilelementen des Gothic Rock und der Neoklassik zu einem eigenständigen Genre. Als wesentliche Bestandteile aus dem Bereich des Metals werden hier ein temporeduziertes stark verzerrtes Gitarrenspiel und tiefes Growling gesehen. Die dem Dark Wave nahe stehenden Elemente variieren unterdessen zwischen dem „engelsgleichen Gesang einer Frau“, dem Einsatz einer Violine, eines Keyboards oder einem klagend-cleanen Gesangs. Als besonders Unterscheidungsmerkmal der Varianten des Genres wird häufig der Gesang herangezogen. So wird zwischen klagendem männlichen Sprechgesang, Gesangspaarungen, Klargesang und Growling unterschieden.

### In der Tradition von My Dying Bride
Die von My Dying Bride mit Turn Loose the Swans geprägte Variante kombiniert klagenden und leidenden Gesangs. Diese Variante behielt die Grundidee des Genres bei und wurden nachkommend häufig adaptiert. Gruppen wie Deinonychus und Dissolving of Prodigy folgten der Idee von My Dying Bride noch zeitnah. Weitere Interpreten griffen die Variante fortlaufend auf. In der Tradition von My Dying Bride standen so unter anderem Mirthless, God Eat God, Altars of Grief, Fatum Elisum, Cryptal Darkness oder Vanha.

### In der Tradition von Pyogenesis
Pyogenesis machten 1992 einen Wechsel zwischen rauem und klarem Männergesang zu ihrem Markenzeichen. Auch diese Variante blieb in der Musik eng an der Death-Doom-Struktur des Genres. Diese Stilvariante wurde bei Adaptionen jedoch nicht immer dem Gothic Metal zugerechnet. Unter anderem Gruppen wie Cemetery of Scream und Dawn of Dreams adaptierten die Idee noch in einer frühen Entwicklungsphase des Genres. Spätere Interpreten wie Counting Hours, Dark Sadness, Forever Falling, The Extinct Dreams, Enter the Soil, Immensity, Angellore, My Silent Wake oder Plateau Sigma pflegten den Stil weiterhin. Durch häufige Überschneidungen mit dem Melodic Death Doom, wird die Musik solcher Interpreten auch des Öfteren als Melodic Death Doom kategorisiert. Die Übergänge sind hier fluide und die Differenzierung wird insbesondere über kulturelle und ästhetische Szene-Zuordnungen sowie Werbeschlagwörter vorgenommen.

### Atmospheric Doom
Dem Gothic Metal oft zugerechnet wird der Atmospheric Doom als Mikro-Subgenre das das Gitarrenspiel des Melodic Death Doom und Gothic Metal mit den ätherischen und sakralen Klanglandschaften der Neoklassik verknüpft. Als Wegweisend für diese Spielform erwiesen sich The 3rd and the Mortal, Elbereth und Estatic Fear.
Weitere konzeptionelle Öffnungen vollzogen einige der nachkommenden Interpreten und griffen auf weitere Ideen der Neoklassik und des Funeral Doom zurück. Gruppen wie Avrigus, Skumring, Omit, Trees of Eternity, Elbereth, Mourning Sun, Grey November, Cult of Herodias und die populären Lethian Dreams folgten in der Fortführung der Idee. Obwohl Frauengesang im Atmospheric Doom dominiert sind auch Gruppen mit Sängern wie The Howling Void, Penuria und Fallen Teil des Mikro-Genres. Trotz des langen Bestand erlangte das Genre indes kaum Popularität.
Die Musik ist geprägt von klaren oft ätherisch oder sakral anmutendem Gesang und ausladende ätherische, mittelalterlich oder folkloristisch anmutende Klangflächen. Diesen ätherischen Elementen gegenüberstehend wird ein dem Gothic Metal und Funeral Doom entlehntes Gitarrenspiel genutzt.

### The Beauty and the Beast
Theatre of Tragedy hingegen vervollkommneten den bei Paradise Lost populär in Szene gesetzten Wechselgesang zwischen tiefen Männergrowls und weiblichem Soprangesang, indem sie ihn als Band dauerhaft präsentierten und Auftreten sowie Songwriting durchgehend darauf ausrichteten. Diese Spielform wurde mit dem Erfolg von Theatre of Tragedy zu einem wesentlichen häufig aufgegriffenen Stereotyp des Gothic Metals. Die Wechselgesangs-Paarung aus Growling und Soprangesang wurde als Beauty-and-the-Beast-Gesang bekannt und verbreitete sich auch jenseits des Genres. So wurde das Konzept über den Gothic Metal hinaus in weiteren Stilen prominent fortgeführt. Insbesondere im Symphonic Metal wurde diese Gesangspaarung öfters adaptiert.
Im Gothic Metal nahmen Interpreten wie Lorelei, Decoryah, Red Moon Architect, Aeonian Sorrow, Lycanthia, Anlipnes, Illusions Play, Lelantos,  Symphonian, Funeral, Consummatum Est, Aut Mori, Tristania oder Draconian die Idee dauerhaft auf. Auch Interpreten die mehr zum Funeral oder Atmospheric Doom geneigt sind wie Eurynome, The Slow Death oder Collapse of Light spielten mit der programmatischen Gesangspaarung.

### Gothic Doom
Auf Interpreten wie Thorns of the Carrion, Monumentum, In Somnis und Nattvindens Gråt, die einen Stil mit neoklassischen bis mittelalterlichen oder ätherischen Arrangements oder Instrumenten verfolgten wird gelegentlich der, insbesondere für Throns of the Carrion geprägte, Terminus Gothic Doom angewandt. Als weitere Vertreter werden Gruppen wie Morgion, Ashes You Leave oder Desire angeführt. Dabei besteht keine klare Eingrenzung oder Abgrenzung des Begriffs. Mitunter ist der Terminus Gothic Doom als allgemeiner Begriff in Abgrenzung zu dem Gothic-Metal-Begriff, der umgangssprachlich zunehmend als Sammelbezeichnung genutzt wurde, gebräuchlich für das gesamte Spektrum des traditionellen Gothic Metal.

## Als Sammelbegriff
Neben dem Genrebegriff wird der Ausdruck Gothic Metal ebenso allgemein auf den musikalischen und soziokulturellen Crossover zwischen Metal und der Musik der schwarzen Szene angewandt, wodurch Interpreten eigenständiger Musikstile wie Symphonic Metal, Dark Rock, Dark Metal und Alternative Metal beizeiten als Gothic Metal betitelt werden.
In einem zweiteiligen Special des Deaf Forever, in den Ausgaben 62 und 63, mutmaßte Andreas Schulz, dass „der Begriff ‚Gothic Metal‘ weniger als tatsächliche Stilbezeichnung taugt, sondern vielmehr als Oberbegriff oder Schirm, unter dem man Bands, die ähnliche Stilelemente in ihrer Musik verwenden, zusammenfassen kann.“ Womit er den umgangssprachlichen Gebrauch als Sammelbegriff unterstreicht.

### Einfluss und Nutzung als Sammelbegriff
Der aufkeimende Erfolg des Genres begünstigte sowohl in der Metal-Szene als auch in der Schwarzen Szene den Crossover von verschiedenen Musikstilen des Dark-Wave-Spektrums mit jenem des gesamten Metal. Zwischen 1993 und 1996 entstanden mehrere Alben, auf denen Bands und Künstler, sowohl aus dem Dark-Wave- und Gothic-Rock- als auch aus diversen Bereichen des Metal-Umfeldes einen Hang zum gegenseitigen Crossover zeigten.
Eine Reihe Bands arbeiteten, wie Lake of Tears, eine abgemilderte, melodischere Variante des rauen männlichen Gesangs des Gothic Metal aus, der oft leidend und doch kraftvoll wirkt. Dieser wurde für viele Genrekollegen (wie Sentenced, die schwedischen Cemetary oder Darkseed) typisch. Auch die Genreväter Paradise Lost bauten das männlich-weibliche Gesangswechselspiel ab den mittleren 1990er Jahren nicht weiter aus, sondern setzten auf einprägsame männliche Gesangslinien im Spannungsfeld von Melodik und Ausdrucksstärke. Diese Entwicklung, fort vom Metal-Einfluss, mündete in der zweiten Hälfte der 1990er Jahre in der Entstehung des auf Elementen des Alternative Rock aufbauenden Genres Dark Rock.
Eine der Bands, welche die gemäßigtere Abwandlung des Musikstils, damals noch als Gothic Metal gehandelt, zu größerer Popularität führte, waren Type O Negative, die 1993 (auch durch das Stimmvolumen von Frontmann Peter Steele) den wohl bekanntesten Titel des Genres, Black No. 1 (Little Miss Scare-All), auf dem Album Bloody Kisses, stellten. Darüber hinaus wurde der skandalumwitterte und hünenhafte Steele schnell zu einer bekannten Person des Musikgeschäfts über das Genre des Gothic Metal hinaus und sorgte somit für zusätzliche Popularität des gesamten Musikstils.
Secret Discovery, die bereits auf ihrem ersten Werk Way to Salvation von 1989 Gothic Rock mit Punk und Metal kreuzten, veröffentlichten 1993 mit Into the Void ein Album, das starke Parallelen zu Paradise Losts Album Shades of God aufwies. Die Dreadful Shadows debütierten 1994 mit dem metal-lastigen Album Estrangement. Im selben Jahr begann die bisherige NDT-Band Lacrimosa auf der EP Schakal sowohl mit harten und schnellen Gitarren, als auch mit gleichzeitigen Orchesterarrangements zu experimentieren und weitete diese Idee bis zum Album Stille 1997 aus. Lacrimosa waren eine der Bands, die ursprünglich keinen Gothic Metal spielten, sich diesem aber erfolgreich und genreübergreifend annäherten, in dem sie unter anderem 1996 auf der On a Dark Winter’s Night-Festival-Tournee mit Sentenced und The Gathering tourten.
Die einstige Death-Doom-Band The Gathering vermengte Mitte der 1990er Jahre mit den Alben Mandylion und Nighttime Birds Doom Metal mit progressiven und alternativen Songstrukturen und dem kraftvollen weiblichen Gesang von Anneke van Giersbergen.
Die Gothic-Rock-Formation Love Like Blood wandte sich 1995 mit dem Album Exposure Metal-Elementen zu, nur ein Jahr später veröffentlichte Carl McCoy, Sänger und Kopf der Fields of the Nephilim, das death- und industrial-metal-lastige Album Zoon unter der einmaligen Nutzung des Namens The Nefilim.
Mit der breiten Öffnung hin zu Metal-Strukturen erfuhr die Schwarze Szene umfassende Umwälzungen, die auch weiteren Metal-Stilen den Weg ebneten. Nachdem Neue Deutsche Härte, Gothic Metal und Teile des Alternative Metal sich in der Schwarzen Szene etabliert hatten, folgten Symphonic Metal, Dark Rock sowie Mittelalter-Rock und Dark Metal. Die enge Verbindung mit der kulturellen Entwicklung führt häufig zu einer pauschalen Betitelung diverser eigenständigen Musikstile unter dem Begriff Gothic Metal.

### Entwicklung unter dem Sammelbegriff
Aufgrund der Entwicklung einiger Protagonisten des Gothic Metal hin zum Dark Rock und der als düster wahrgenommenen Musik, der Texte oder der Videos werden Bands, die nur im Sinn des allgemeinen kulturellen und musikalischen Crossovers etwas mit Gothic Metal zu tun haben und gänzlich unabhängig von Stilbegriff agieren, dem Gothic Metal zugeordnet. Die häufige Nähe zur Schwarzen Szene, die selbst oft fälschlich als Gothic-Szene betitelt wird, bedingt eine Kategorisierung vieler Interpreten. Insbesondere in der schwarzen Szene hat sich ein breites Spektrum an Metal-Stilen entwickelt, die unter der Bezeichnung Gothic Metal verallgemeinernd zusammengefasst werden, ohne einen direkten Bezug zum tatsächlichen Stil aufzuweisen.
In der zweiten Hälfte der 1990er Jahre nahmen unter anderem Paradise Lost auf Draconian Times, Theatre of Tragedy auf Aégis sowie Type O Negative auf October Rust die Death-Doom-Elemente vorübergehend aus ihrem Sound heraus und begründeten den da noch unbenannten Dark Rock. Auch über diese Entwicklung kommt es vor, dass Dark- oder Sleaze-Rock-Bands wie HIM, die späten Lacrimas Profundere und The 69 Eyes dem Sammelbegriff Gothic Metal zugeordnet werden. Hinzukommend wurden auch Vertreter des Dark Metals wie Cradle of Filth, Katatonia oder Samsas Traum oft unter dem Terminus Gothic Metal besprochen. Weitere Beispiele für Interpreten, die gelegentlich dem Gothic Metal zugeordnet wurden, sind Oomph! oder Rammstein, welche eher der Neuen Deutschen Härte zuzuordnen sind.
Manchmal wurden und werden durch Labels, Marketingagenturen und kommerziell orientierte Medien (z. B. Orkus, Sonic Seducer etc.) auch Bands wie Nightwish, Epica, Within Temptation oder Xandria aus vermarktungsstrategischen Gründen dem Gothic Metal zugerechnet, was insbesondere in der Gothic- sowie in der Doom-Metal-Szene kritisiert wird. So wird die Musik von Interpreten die dem Stil entsprechen gelegentlich als „Gothic/Doom Metal“ bezeichnet während die Entwicklungen unter dem Sammelbegriff als „durch Elfenelsen, Kajal und Plastikklang verweichlicht“ bezeichnet werden.
Auf Death-Doom-Elemente und die genre-typischen Dark-Wave-Elemente, wie den Einsatz männlicher Growls verzichten solche Bands zumeist, auch das reduzierte Tempo und die dichte und introvertierte Grundstimmung fehlt diesen Gruppen. Ihr Stil entspricht vermehrt Power Metal mit Frauengesang oder klassischem Heavy Metal bis Hard Rock. Inzwischen werden diese Gruppen meist dem Symphonic Metal zugeordnet. Andererseits wird Symphonic Metal mit Nutzung des so genannten Beauty-and-the-Beast-Wechselgesangs zwischen maskulinem Growling und femininen Klargesang gelegentlich als „Symphonic Gothic Metal“ bezeichnet.  Initiatoren des Genres kritisierten indes diese Verbreitung des Begriffs.

„Das Gros all der Bands, die mit Frontfrauen in wallenden Gewändern daherkommen, interessiert mich nicht. Als plötzlich all dieser Kram Gothic Metal war, wurde diese Bezeichnung für uns absolut verzichtbar.“

In vielen Besprechungen bleibt die Bezeichnung als Sammelbegriff weiterhin üblich. Besprechungen von stilfremden Interpreten als Gothic Metal beziehen sich so häufig auf eine entsprechende Ästhetik und soziokulturelle Aspekte.